# Barış Uçele
Barış Uçele (* 6. Februar 1987 in Ankara) ist ein türkischer Eishockeytorwart, der seit 2013 beim Gümüş Patenler SK unter Vertrag steht und mit dem Klub seit 2015 in der türkischen Superliga spielt.

## Karriere
Barış Uçele begann seine Karriere als Eishockeyspieler bei Anka Spor Kulübü, für dessen erste Mannschaft er in der Saison 2004/05 sein Debüt in der türkischen Superliga gab. 2006 wechselte der Torhüter zum Lokalrivalen und türkischen Rekordmeister Büyükşehir Belediyesi Ankara SK, für den er drei Jahre lang spielte. In der Saison 2009/10 lief er für den Klub der Polizeiakademie auf, der ebenfalls in Ankara beheimatet ist. Zur Saison 2011/12 wurde der Torwart vom Başkent Yıldızları SK verpflichtet und gewann mit dem Klub 2012 und 2013 die türkische Meisterschaft. Nach dem zweiten Titel wechselte er zum Zweitligisten Gümüş Patenler SK, mit dem er 2015 in die Superliga aufstieg.

### International
Für die Türkei nahm Uçele im Juniorenbereich an der U18-Weltmeisterschaft 2005 sowie der U20-Weltmeisterschaft 2007 jeweils in der Division III teil. 
Im Seniorenbereich stand er im Aufgebot seines Landes bei den Weltmeisterschaften der Division III 2008 und 2009 sowie bei der Weltmeisterschaft der Division II 2010.
Neben seiner aktiven Karriere war er bereits 2016 Assistenztrainer der türkischen Frauennationalmannschaft bei der Frauenweltmeisterschaft der Division II.

## Erfolge und Auszeichnungen
- 2009 Aufstieg in die Division II bei der Weltmeisterschaft der Division III
- 2012 Türkischer Meister mit dem Başkent Yıldızları SK
- 2013 Türkischer Meister mit dem Başkent Yıldızları SK
- 2015 Aufstieg in die Superliga mit dem Gümüş Patenler SK